# 層序学

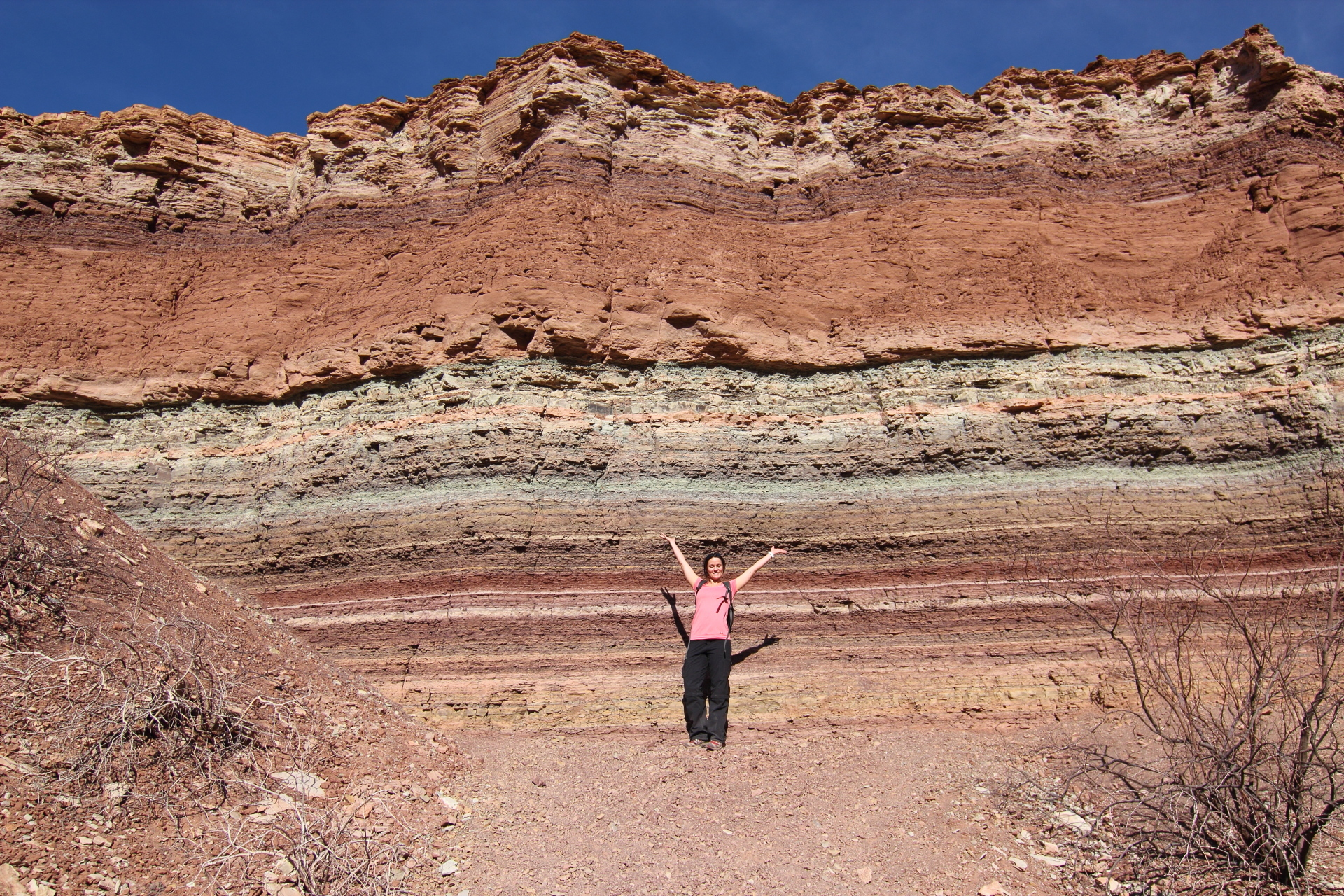
(アルゼンチン) サルタ州の地層

層序学（そうじょがく、英語: stratigraphy）は、地質学のうち、地層のできた順序（新旧関係）を研究する分野のことである。層位学（そういがく）ともいう。

## 層序
層序とは文字通り「地層の順序」である。地層は本来、地層累重の法則に従って下から順に重なっていくものであるが、長い年月のうちに表面が植生に覆われて断片的にしか観察できなくなったり（露頭）、さらに地層そのものが変形したり（褶曲など）、断片化したり（断層など）、一部が失われたり（侵食など）するので、できたままの地層をすべて見ることは難しい。そこで断片的な情報から、元の地層の重なりを復元するのが層序学である。地層の新旧関係、また復元された地層の重なり、のいずれも層序という。

## 層序学の手法

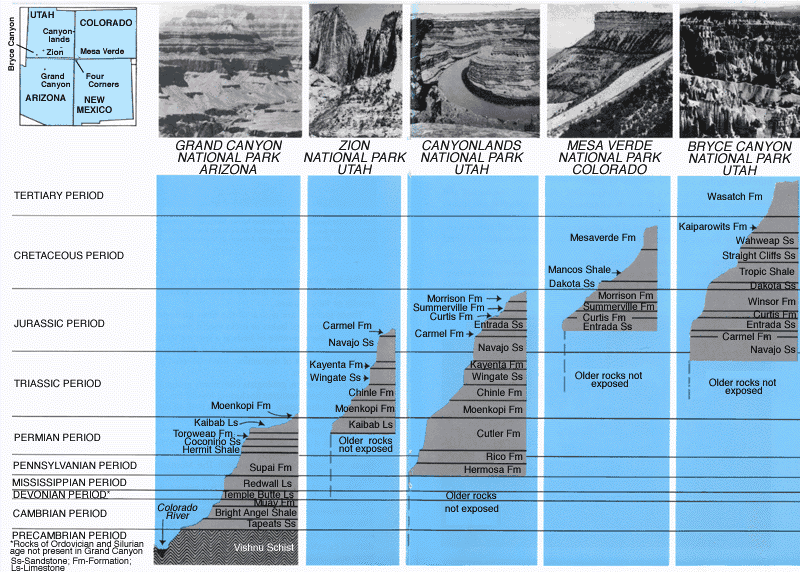
米国南西部の地層と対応する地質時代（カンブリア紀から古第三紀）

層序を復元するには、主に地質調査と地質図学（幾何学）の手法を用いる。露頭やボーリングコアで観察される地層の同定や新旧関係は、その地層の岩相や堆積構造、含まれる化石等から判断し、それでもわからない場合は、示準化石や放射年代測定により地層の時代を求めて新旧関係を判断する。この手法は、地層同定の法則と言われ、18世紀末、ウィリアム・スミスによって初めて用いられ、確立された。
層序学は、近代地質学の中で最初に確立した分野であり、地質学の中のいろいろな分野の基礎となるものである。たとえば、生物の進化を研究する場合、化石の新旧関係を判定するには、化石そのもの以外の方法（層序または放射年代）を根拠としなければならない。また、断層の活動履歴を調べる場合、元々の地層の重なりがわかっていないと、いつ、どのくらい動いたのかがわからない。

## 考古学研究
考古学研究における層序学（層位学）では、地層が含む遺物・遺構の時間的な新旧関係を中心とする情報を引き出す。なお、考古学（特に日本考古学）では「地層」よりも「土層」という用語が一般的に使われる。
1905年（明治38年）、ニール・ゴードン・マンローは、横浜市三ツ沢貝塚を発掘したときに、「層序の区分は、おのおの異なる時代に堆積した証拠であり、遺物・土器は各層ごとに区別されねばならない」と指摘し、日本ではじめて地層塁重の法則を理解し、分層発掘を導入した学者である。